# Губитози, Эмилия
Эми́лия Губито́зи (итал. Emilia Gubitosi; 3 февраля 1887, Неаполь, Королевство Италия — 17 января 1972, Неаполь, Италия) — итальянский композитор, хормейстер, музыковед и музыкальный педагог.

## Биография
Родилась в Неаполе 3 марта 1887 года в семье Самуэле Губитози и Филомены, урождённой Аббамонте. Музыкальное образование получила в Консерватории Сан-Пьетро-а-Майелла, где обучалась композиции и гармонии у Николы Д’Ариенцо и Камилло Де Нардиса и игре на фортепиано у Беньямино Чези. Во время обучения познакомилась со скрипачом Альберто Курчи, с которым в дальнейшем Губитози длительное время сотрудничала. В 1906 году она стала первой женщиной в Королевстве Италия, защитившей диплом по композиции. В то время женщинам для того, чтобы профессионально заниматься сочинением музыки, требовалось специальное разрешение от государства. Перед тем, как завершить музыкальное образование, Губитози некоторое время занималась концертной деятельностью на родине и за рубежом. Одновременно с этим, она сочиняла, пробуя себя в разных жанрах — от оперы до произведений камерной и вокально-инструментальной музыки, от симфонических до хоровых композиций.
Кроме сочинительства и концертных выступлений, Губитози также занималась педагогической деятельностью и музыковедением. С 1914 по 1957 год она служила преподавателем теории музыки и сольфеджо в консерватории Святого Петра в Майелла. В 1922 году она вышла замуж за музыканта Франко Микеле Наполитано, в соавторстве с которым ею были подготовлены и изданы многочисленные учебники по теории музыки. В 1919 году в Неаполе, совместно с Сальваторе Ди Джакомо, она основала Музыкальную ассоциацию имени Алессандро Скарлатти, которой впоследствии руководила вместе с супругом. Главной целью ассоциации была популяризация неаполитанской музыки и музыкальной культуры, в основном эпохи барокко, не исключая исполнения и сочинений современных итальянских и зарубежных композиторов. При ассоциации композитор также руководила певческой школой и хором, последствии сотрудничавшим с оркестром под руководством её супруга.
Творческое наследие композитора включает многочисленные сочинения симфонической, камерной и вокальной музыки. В своих произведениях, написанных под влиянием итальянской и французской музыкальных культур, она почти не уделяла внимания эксперименту. Самой известной оперой Губитози является «Нада Дельвиг», написанная ею в Неаполе 1907 году. Премьера оперы состоялась на сцене театра Мабеллини в Пистойе 16 июля 1910 года. Самыми известными инструментальными произведениями композитора являются концерт для фортепиано и струнных соль мажор (1917), «Соната в белом миноре» для женских голосов и малого оркестра (1936), Ноктюрн для оркестра (1941). Скончалась в Неаполе 17 января 1972 года. Похоронена рядом с мужем на кладбище в Анакапри. Надгробие для неё в форме органной трубы было выполнено архитектором Роберто Пане.

## Аудиозаписи
- Emilia Gubitosi.  «Concerto pour piano et orchestre» (1917) — Эмилия Губитози. «Концерт для фортепиано и оркестра» (1917) в исполнении оркестра под руководством Петера Маага и пианиста Серджо Фьорентино.